# Angolalångnäbb
Angolalångnäbb (Macrosphenus pulitzeri) är en fågel i familjen afrikanska sångare inom ordningen tättingar. Den förekommer endast i ett begränsat område i Angola. Arten är mycket fåtalig och minskar i antal. IUCN kategoriserar den som starkt hotad.

## Utseende och läten
Angolalångnäbben är en 13 centimeter lång kortstjärtad och tunnäbbad tätting. Fjäderdräkten är övervägande dovt olivbrun, med blekare buk och gråaktigt ansikte. Lätet är en serie höga, sparvlika toner som upprepas varierat, ömsom explosivt, ömsom mjukare.

## Utbredning och systematik
Arten förekommer enbart i förkastningsbranten i västra Angola (Vila Nova do Seles till Chingoroi). Den behandlas som monotypisk, det vill säga att den inte delas in i några underarter.

### Familjetillhörighet
Tidigare placerades långnäbbarna i den stora familjen Sylviidae, men DNA-studier har visat att denna är parafyletisk gentemot andra fågelfamiljer som lärkor, svalor och bulbyler. Sylviidae har därför delats upp i ett antal mindre familjer, däribland familjen afrikanska sångare, där förutom långnäbbar även krombekar inom släktet Sylvietta, samt de monotypiska arterna stråsångare, mustaschsångare, fynbossångare och damarasångare ingår.

## Levnadssätt
Angolalångnäbb förekommer i torr städsegrön skog, i ungskog, torra buskmarker och övergivna kaffeplantager på mellan 800 och 1 030 meters höjd, även om studier från 2012 bara fann arten i gammelskog. Arten verkar vara beroende av täta lianer och snårig undervegetation. Den födosöker lågt efter insekter, nästan på marknivå, och är mycket svårsedd.

## Status och hot
Arten är mycket dåligt känd, men populationen tros vara liten och uppgå till 1 000−2 500 vuxna individer. Den tros minska i antal till följd av habitatförlust. Internationella naturvårdsunionen IUCN kategoriserar den därför som starkt hotad.

## Namn
Det var under den amerikanske publicisten Ralph Pulitzers expedition till Angola som Rudyerd Bolton upptäckte arten. När han beskrev den gav han den därför det vetenskapliga artnamnet pulitzeri.